# Alberto Gaitero
Alberto Gaitero Martín (* 3. Juli 1996 in Valladolid) ist ein spanischer Judoka. Er war 2021 Dritter der Europameisterschaften.

## Sportliche Karriere
Alberto Gaitero kämpft seit 2014 im Halbleichtgewicht, der Gewichtsklasse bis 66 Kilogramm. 2015 war er Zweiter bei den Juniorenweltmeisterschaften. Im Jahr darauf folgte eine Bronzemedaille bei den Junioreneuropameisterschaften.
2018 fanden die Mittelmeerspiele in Tarragona statt. Gaitero erreichte das Finale und verlor dann gegen den Italiener Manuel Lombardo. Ende 2018 siegte er bei den U23-Europameisterschaften. 2019 fanden die Europameisterschaften im Rahmen der Europaspiele 2019 in Minsk statt. Gaitero schied im Achtelfinale gegen den Georgier Bagrat Niniaschwili aus.
Im Februar 2021 siegte Gaitero beim Grand Slam in Tel Aviv, im Finale bezwang er den Weißrussen Dzmitry Minkou. Beim Grand Slam in Antalya belegte er den zweiten Platz hinter dem Japaner Hifumi Abe. Im April 2021 verlor Gaitero bei den Europameisterschaften in Lissabon im Viertelfinale gegen den Portugiesen João Crisóstomo. Mit Siegen über den Belgier Kenneth Van Gansbeke und den Serben Strahinja Bunčić erkämpfte Gaitero eine Bronzemedaille. Anderthalb Monate später schied er bei den Weltmeisterschaften in Budapest in seinem Auftaktkampf gegen Dzmitry Minkou aus. Im Juli 2021 unterlag er bei den Olympischen Spielen in Tokio in seinem Auftaktkampf dem Ukrainer Heorhij Santaraja.